# Scapeți

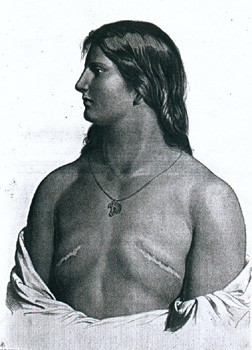
Femeie din secta scapeților. Sânii sunt tăiați (mastectomie), conform învățăturilor sectei

Secta scapeților, alternativ secta scopiților, (din limba rusă: скопцы) a fost o sectă creștină secretă din Imperiul Rus. Secta este  cunoscută pentru practicarea castrării (scopirii) bărbaților și a mastectomiei femeilor, conform cu învățăturile lor împotriva poftei sexuale. Mișcarea a apărut ca o ramură a sectei cunoscute drept „Poporul lui Dumnezeu” și a fost menționată prima oară în secolul al XVIII-lea. Membrii sectei au fost persecutați de către guvernul imperial și mai târziu de către Uniunea Sovietică. Unii dintre ei au emigrat în România - în Bucureștiul de la începutul secolului al XX-lea birjarii, așa-numiții „muscali” erau adesea scopiți. Secta avea să treacă în obscuritate către mijlocul secolului al XX-lea.

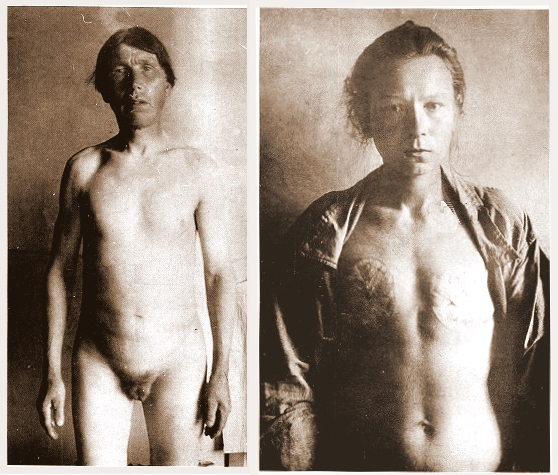
Scapeți ruși

Fondatorul sectei este Kondratîi Ivanovici Selivanov, în jur de 1760, în gubernia rusească Oriol, în satul Sosnovska - un țăran cu probleme psihice, care se considera „Fiul lui Dumnezeu”, chinuit de imaginea păcatelor trupești, și-a rezectat organele genitale. La 1772, secta numara 246 de oameni, bărbații fiind castrați, iar femeile cu sânii sau cel puțin cu sfârcurile tăiate. Au fost izgoniți și deportați în timpul Ecaterinei a II-a. Un număr de scopiți au ajuns la Iași la 1828, o dată cu ocuparea Moldovei de către ruși, ca angajați sau subordonați ai unor ofițeri din armata rusească.
De profesie vizitii, au adus cu ei pentru prima dată birje, numite astfel după denumirea Strada Bursei din St. Petersburg, loc unde se găseau staționate trăsuri. Din Moldova, mulți scopiți au ajuns la București, unde în 1870 erau 130 de bărbați și 60 de femei scopite, locuind la Obor, pe o uliță mult timp numită Str. Birjarilor, astăzi, Str. Episcop Radu..  
Numiți și muscali, după originea lor moscovită, birjarii scopiți aveau reputația de a detesta violența și de a nu bea alcool. Scopiții, de asemeni, nu fumau și nu mâncau carne..  

## Referinte
1. 1 2 3 4  Podul Mogosoaiei, de Gheorghe Crutzescu, editia a 3-a, Editura Humanitas
2. 1 2 3 4 5  80 de ani am avut birjari castrați! Aveau cai cu cozi de vulpe și umblau cu roți pneumatice!, Antena 1, accesat in Iulie 2020